# 4인의 방랑자
《4인의 방랑자》(영어: The Dream Team)는 미국에서 제작된 하워드 지프 감독의 1989년 코미디 드라마 영화이다. 마이클 키턴 등이 출연하였다. 방영명은 드림 팀이다.

## 출연진
- 마이클 키턴
- 크리스토퍼 로이드
- 피터 보일
- 스티븐 퍼스트
- 데니스 부치캐리스
- 로레인 브라코
- 마일로 오셰이
- 필립 보스코
- 제임스 리마

## 기타 제작진
- 제작 감독: 테리 스파젝
- 공동 제작: 데이비드 루카
- 배역: 아일린 스타거
- 미술: 토드 핼러웰
- 의상: 루스 몰리